# Danxia Shan

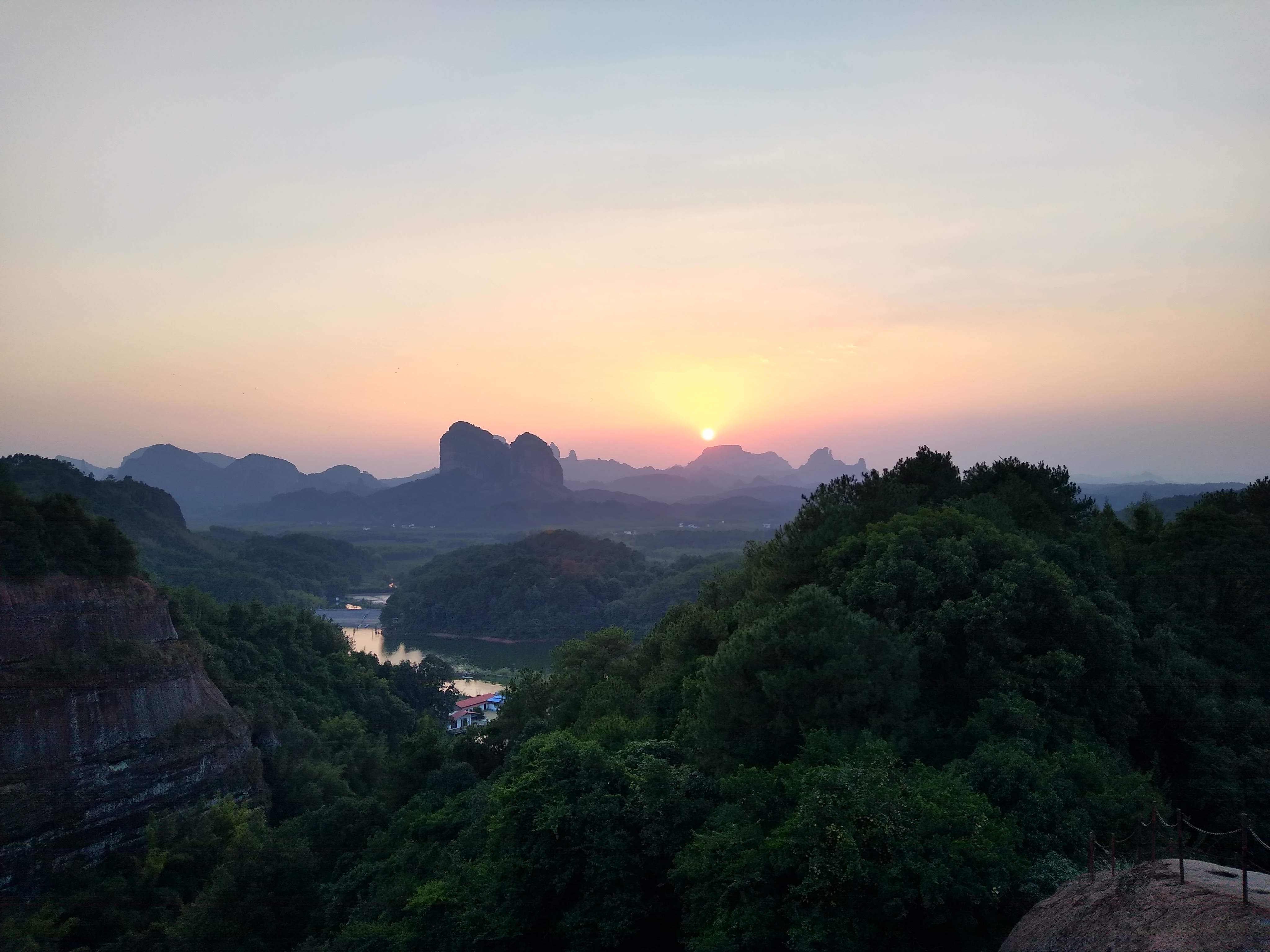

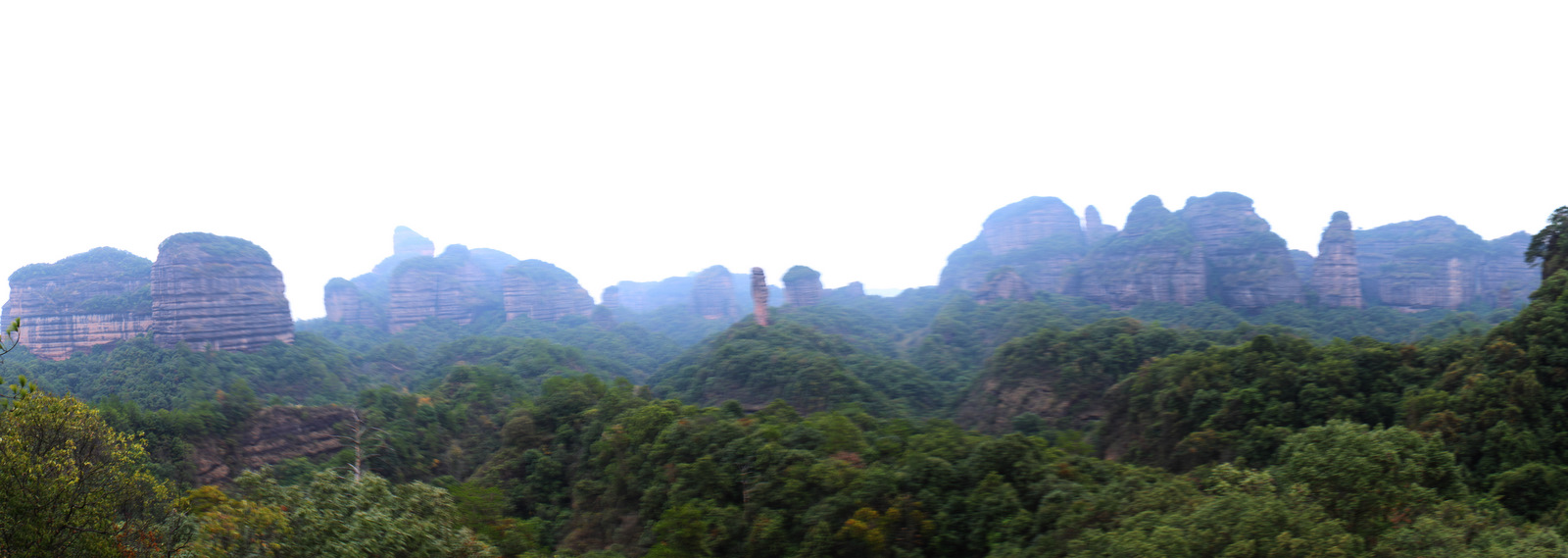

Danxia Shan is een berg in stadsprefectuur Shaoguan, in het noorden van de Chinese provincie Guangdong. Danxia Shan bestaat uit roodkleurige zandsteen die geërodeerd is door de tijd. De berg heeft vele bijzondere rotsen. De berg wordt door de lokale overheid genoemd als een "wereldberoemde UNESCO geopark". Op de berg zijn vele Chinese tempels te vinden. Ook bestaan er verschillende wandelroutes voor deze berg. Verder stroomt er een rivier door de berg. Op deze rivier kan met boottochtjes maken
In 2010 werd Danxia Shan als een Werelderfgoed van China ingeschreven.